# Saint-François-de-l'Île-d'Orléans
Saint-François-de-l'Île-d'Orléans è un comune del Canada, situato nella provincia del Québec, nella regione di Capitale-Nationale.